# Ghyczy Géza
Ghyczy Géza, ghiczi, assa- és ablanczkürthi (Tata, 1837. május 2. – Budapest, 1896. augusztus 15.) mérnök, műegyetemi tanár, közgazdasági szakíró, Ghyczy Ignác és Laszlovszky Borbála fia.

## Életpályája
Tanult szülővárosában, majd Pesten a bölcsészkaron doktori, Bécsben pedig mérnöki oklevelet kapott. 1860-1876-ig József főhercegnél jogigazgató volt. Ezután műegyetemi tanár lett, mely állását 1885-ben a budapesti kereskedelmi akadémia igazgatóságával cserélte fel. 1887-től tagja volt a tanárvizsgáló bizottságnak, 1890–91-ben egyik alelnöke a közoktatási tanácsnak.

## Főbb műve
- A kamatláb meghatározása a járadékszámításban (Bp., 1890).